# Бларамберг, Иван Фёдорович
Ива́н Фёдорович Бларамбе́рг (немецкое имя Иога́нн) (8 [20] апреля 1800, Франкфурт-на-Майне — 8 [20] декабря 1878; Крым) — генерал-лейтенант, директор Военно-топографического депо (1856—1863), управляющий Военно-топографической частью ГУ Главного штаба (1863—1867), начальник Корпуса военных топографов (1866—1867), отец композитора Павла Бларамберга.

## Молодые годы
Родился 8 апреля 1800 года во Франкфурте-на-Майне.
В октябре 1820 года поступил в Гессенский университет, где слушал лекции по математике, статистике и по различным юридическим дисциплинам: правоведению, естественному, полицейскому праву и другие.
Весной 1823 года приехал в Петербург, а затем отправился в Москву, где поселился у своих родственников. Здесь он провёл год, изучая русский язык, историю и географию, а также совершенствуясь во французской литературе, математике и рисовании: всё это ему в дальнейшем очень пригодилось.
В 1824 году Иоганн стал Иваном Фёдоровичем — он перешёл в российское подданство.
В феврале 1825 года перебрался в столицу и в марте был принят в число воспитанников Института Корпуса инженеров путей сообщения.
6 июня 1826 года окончил одним из лучших первый класс и получил чин прапорщика Корпуса путей сообщения.
Зимой 1826/27 годов Бларамберг стал подпоручиком.
Летом 1827 года проходил практику, участвуя в строительстве и выравнивании участков Московского шоссе между Тверью и Москвой. Через год Бларамберг окончил институт и получил чин поручика.
Во второй половине 1829 года он на Балканах вместе с лейб-библиотекарем Седжером и художником А. О. Дезарно зарисовывал поля сражений Русско-турецкой войны 1828—1829 годов, сцены боёв и памятники архитектуры, а также собирал монеты, старое оружие и другие предметы старины. Составленный ими альбом из 50 рисунков, картин и надписей был впоследствии литографирован в Париже.

## На Кавказе
В марте 1830 года был награждён орденом Св. Анны 3-й степени, а в апреле был переведён в Генеральный штаб и назначен в Отдельный Кавказский корпус. Летом того же за участие в кавказских походах был награждён орденом Св. Владимира 4-й степени и золотой шпагой «за храбрость».
В 1832 году Бларамберг получил чин штабс-капитана и был назначен помощником начальника III отделения канцелярии генерал-квартирмейстера Главного штаба. По возвращении в 1832 году подготовил рукопись «Описание Кавказа в географическом, историческом и военном отношении».
, за что получил крупное денежное вознаграждение и орден Св. Станислава 3-й степени.
В 1836 году ему был присвоен чин капитана. В этом же году принял участие в экспедиции Г. С. Карелина по изучению берегов Каспийского моря, где производил съёмки и астрономические наблюдения. В 1850 году в издании Русского географического общества были напечатаны «Журнал, веденный во время экспедиции для обозрения восточных берегов Каспийского моря в 1836 году», а также «Топографическое и статистическое описание восточного берега Каспийского моря от Астрабадского залива до мыса Тюб-Караган».

## В Персии
18 января 1837 года был назначен адъютантом посланника в Персии генерал-майора графа И. О. Симонича. В том же году войска Мохаммед-шаха осадили Герат. По просьбе шаха русское правительство согласилось помочь ему военными советниками, и 9 апреля 1838 года в шахский лагерь под Гератом прибыл И. О. Симонич со своими подчинёнными, среди которых находился и Бларамберг. Несмотря на все усилия русской миссии осада Герата была неудачна, во многом потому, что шах совершенно не следовал рекомендациям русских офицеров. В 1838 году выполнял астрономические определения в Хорасане.
В феврале 1839 года Бларамберг подготовил и отправил в Петербург докладную записку под названием «Взгляд на современные события в Афганистане» и обзорную работу «Сведения об Хорасане, Четырёх Оймаках, гезаре, узбеках, Сеистане, Белуджистане и Афганистане». 14 января 1840 года он отправил в Петербург обстоятельную записку «Осада города Герата, предпринятая персидской армией под предводительством Магомед-шаха в 1837 и 1838 годах» (опубликована только в 1895 г.). В 1841 году он подготовил «Статистическое обозрение Персии». Эта работа увидела свет в 1853 году.

## В Оренбурге
В марте 1840 года он получил приказ об откомандировании в Отдельный Оренбургский корпус. В январе 1841 года был назначен командиром конвоя миссий Бутенева в Бухару и Никифорова в Хиву.
С апреля 1843 года Бларамберг исполнял обязанности обер-квартирмейстера Отдельного Оренбургского корпуса, а с апреля 1845 года он уже полковник и полноправный обер-квартирмейстер. Под его руководством осуществлялась топографическая съёмка Киргизской степи, Устюрта, Южного Урала.
7 октября 1845 года Ф. П. Литке и Ф. П. Врангель рекомендовали Бларамберга в члены Русского Географического общества.
В 1848 году в большой серии «Военно-статистического обозрения Российской империи» вышло, составленное им совместно с офицерами Герном и Васильевым, — «Военно-статистическое обозрение Оренбургской губернии».
26 ноября 1851 года награждён орденом Св. Георгия 4-й степени за беспорочную выслугу 25 лет в офицерских чинах.
Летом 1852 года, командуя небольшим рекогносцировочным отрядом, Бларамберг штурмовал кокандскую крепость Ак-Мечеть. Русские войска овладели городскими стенами, но цитадель взять не удалось. За отличия в военных действиях против Коканда Бларамберг в октябре 1852 года получил чин генерал-майора, а через три года (декабрь 1855 года) переведён в Петербург в распоряжение военного министра и генерал-квартирмейстера Главного штаба.
Итогом многолетней работы в Оренбурге явился труд «Военно-статистическое обозрение земель киргиз-кайсаков Внутренней (Букеевской) и Зауральской (Малой) орды Оренбургского ведомства по рекогносцировкам и материалам, собранным на месте, составленное обер-квартирмейстером Оренбургского корпуса Генерального штаба полковником Бларамбергом».

## В Петербурге и Крыму
В Петербурге Бларамберг руководил составлением «Генеральной карты Российской империи». С ноября 1856 по 1867 год состоял Директором Военно-топографического Депо.
В апреле 1862 года Бларамберг получил чин генерал-лейтенанта. В декабре 1863 года его назначили управляющим Военно-топографической частью Главного управления Генерального штаба, а в январе 1866 года — начальником Военно-топографического отдела (правопреемник Военно-топографического депо) Главного штаба и начальником Корпуса военных топографов.
В 1867 по 1872 годах Иван Бларамберг был членом Военно-учёного комитета Главного штаба, а в октябре 1869 года — членом Комиссии при Военном министерстве для распределения пособий. Его фамилия выбита на настольной юбилейной медали «В память 50-летия Корпуса военных топографов. 1822—1872». В 1872 году зачислен в запасные войска с оставлением по Генеральному штабу. 20 марта 1876 года уволен в заграничный отпуск для излечения болезни.
Остаток жизни Бларамберг провёл в имении своей жены Е. П. Мавромихали, в селе Чоргун на реке Чёрная, близ Севастополя. Здесь он писал и готовил к печати воспоминания, вышедшие в 1872—1875 годах в Берлине на немецком языке (были напечатаны на русском языке в 1978 году). Здесь он и умер 8 декабря 1878 года.

## Семья

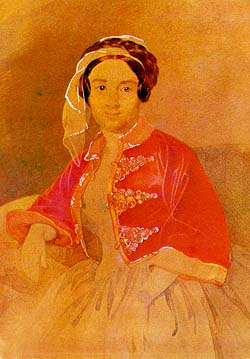
Е. П. Бларамберг на рисунке Т. Шевченко

С 29 сентября 1840 года был женат на Елене Павловне Мавромихали (1817—1876), внучке Стефана Мавромихали, руководителя антитурецкого восстания в Морее, и дочери крымского помещика Павла Стефановича Мавромихали. По воспоминаниям её мужа, она была «среднего роста, с удивительно красивыми темными глазами, свежим цветом лица, пышными темно-каштановыми волосами, обладающая живым характером, она была создана для того, чтобы вызывать страсть. Ей было тогда 24 года. Её окружало много поклонников, но она ещё не сделала выбора. Я был тот счастливец, которому она отдала своё сердце и руку, и через два дня после моего приезда между нами царило уже полное согласие». В браке имели четырёх детей:
- Павел (1841—1907), композитор.
- Владимир (1843—1895), крымский правовед.
- Ольга (1844—1854)
- Елена (1846—1923), прозаик, переводчик, педагог.

## Награды
Российские:
- Орден Святого Владимира 4-й степени с бантом (1831 год)
- Золотая шпага с надписью «За храбрость» (1831 год)
- Орден Святого Станислава 2-й степени (1834 год, императорская корона к этому ордену пожалована в 1844 году)
- Орден Святой Анны 2-й степени (1837 год, императорская корона к этому ордену пожалована в 1842 году)
- Орден Святого Владимира 3-й степени (1837 год)
- Орден Святого Георгия 4-й степени (26 ноября 1851 года, за беспорочную выслугу 25 лет в офицерских чинах, № 8626 по кавалерскому списку Григоровича — Степанова)
- Орден Святого Станислава 1-й степени (1856 год)
- Орден Святой Анны 1-й степени (1858 год, императорская корона к этому ордену пожалована в 1860 году)
- Орден Святого Владимира 2-й степени (1864 год)
- Орден Белого орла (1867 год)

Иностранные:
- Персидский орден Льва и Солнца 2-й степени с алмазами (1835 год)
- Персидский орден Льва и Солнца 1-й степени с лентой (1862 год)
- Итальянский орден Святых Маврикия и Лазаря 2-й степени со звездой (1864 год)

## Память
В честь И. Ф. Бларамберга названа гора Бларамберга на архипелаге Шпицберген (78°10′ с.ш., 23° в.д., название присвоено немецким географом А. Петерманом).

## Избранная библиография
- Журнал, веденный во время экспедиции для обозрения восточных берегов Каспийского моря в 1836 году // Записки Русского Географического общества. Кн. IV. СПб., 1850.
- Топографическое и статистическое описание восточного берега Каспийского моря от Астрабадского залива до мыса Тюб-Караган // Записки Русского Географического общества. Кн. IV. СПб., 1850.
- Осада города Герата, предпринятая персидской армией под предводительством Магомед-шаха в 1837 и 1838 годах // Сборник географических, топографических и статистических материалов по Азии. Вып. XVI. СПб., 1885.
- Статистическое обозрение Персии // Записки Русского Географического общества. Кн. VII. СПб., 1853.
- Военно-статистическое обозрение Оренбургской губернии // Военно-статистическое обозрения Российской империи. СПб., 1848.
- Военно-статистическое обозрение земель киргиз-кайсаков Внутренней (Букеевской) и Зауральской (Малой) орды Оренбургского ведомства по рекогносцировкам и материалам, собранным на месте. СПб., 1848.
- Erinnenrungen aus dem Leben des Keiserlich Russishen General-Lieutenant Johann von Blaramberg. Berlin, 1872.
- Бларамберг И. Ф. Воспоминания / Пер. с нем. О. И. Жигалиной и Э. Ф. Шмидта; ; Вступит. статья Н. А. Халфина; Комментарии О. И. Жигалиной; Отв. ред. М. С. Лазарев.. — М.: Наука, Главная редакция восточной литературы, 1978. — 360 с. — (Центральная Азия в источниках и материалах XIX — начала XX века). — 10 000 экз.
- Кавказская рукопись. Бларамберг И. Ставропольское книжное издательство. 1992. ISBN 5-7644-0662-5.